# Sveák

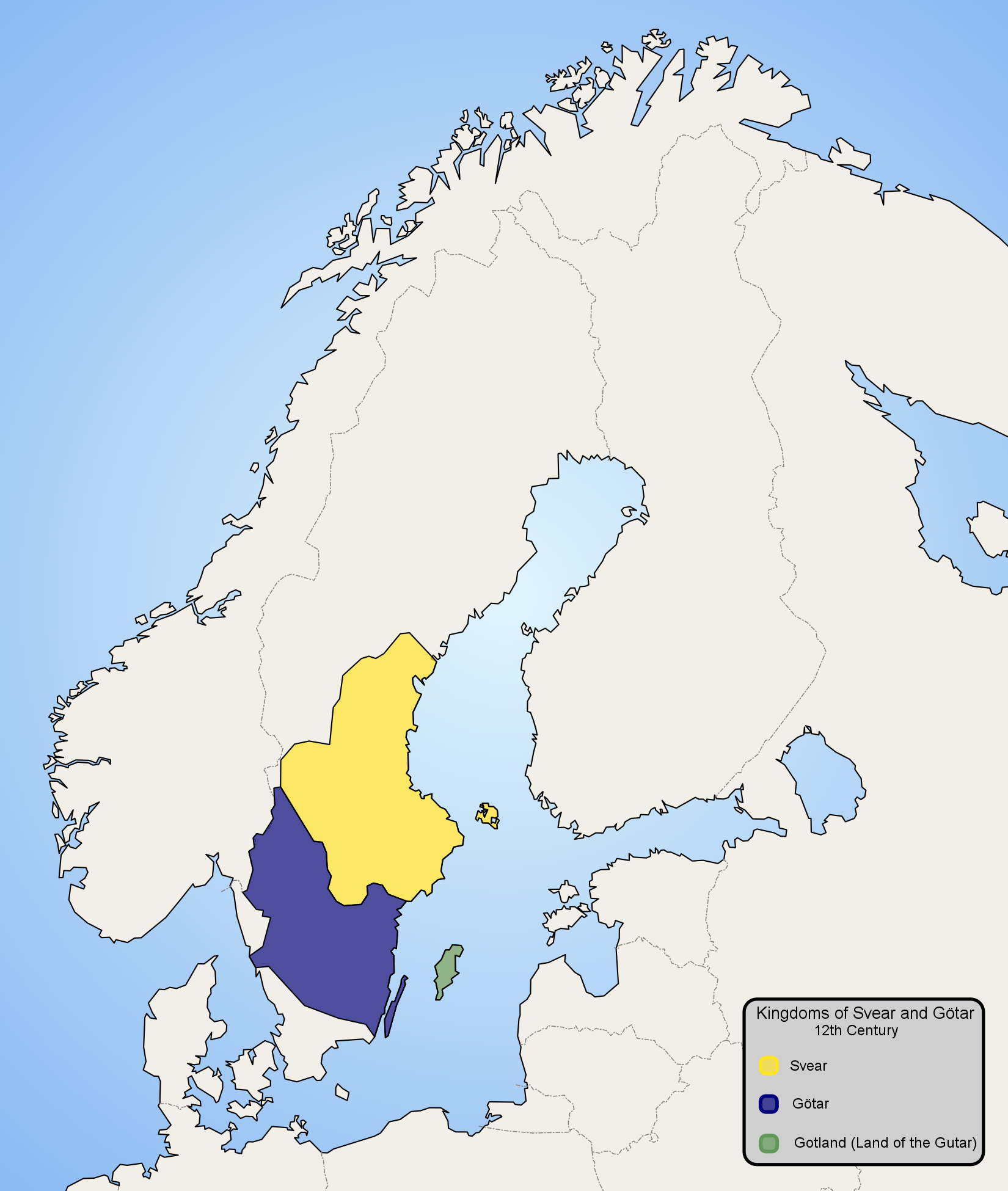
Svédország a 12. században - Finnországgal együtt.

A törzsi svédek, vagy svea nép (svéd.: svear, ónorv.: svíar, óang.: sweonas, lat.: suiones, suehans, vagy sueones) ősi skandináv nép, mely kb. Kr. e. 600 körül űzte el skandináviai lakhelyeikről az ott élő gótokat.
Összeolvadásuk során a Skandináviában maradt gótokkal (akiket a szakirodalom gautoknak ír le),  a vendekkel, a Skåne tartományban korábban élt dánokkal valamint a gotlandiakkal alakult ki a mai Svédország.
A korabeli mondák (például a Heimskringla) szerint a svea nép hatalmas törzs volt, mely Freyr istenségtől eredeztette magát.
A viking korban kalandozó sveákat a szakirodalom varégoknak nevezi. Ez a népcsoport keleti irányba folytatott hadjáratokat és kereskedelmi expedíciókat, melyek során megszervezték az első keleti szláv államokat, a ruszokat is.
A 13. század közepére a sveák különleges helyzete megszűnt a Svéd Királyságban. Mindaddig félarisztokratikus pozíció illette őket, és csupán hajók, harcosok kiállítására és azok ellátására voltak kötelesek a király számára. A többi svédországi nemzetnek ezzel szemben adóznia is kellett.

## A nevükről
Ahogy a svéd király uradalmai nőttek a középkor folyamán, a sveák (svédek) neve egyre általánosabbá vált és lassan a gautok (gótok) csoportjára is alkalmazták. A későbbi korokban a svea névvel ismét csupán a svealandi lakosokat írták le, szemben a Götalandot lakó gautokkal.
A modern svéd nyelvben a svensk szó (és többesszámai, a svenskar) a svea szó helyébe lépett és Svédország teljes (svéd) lakosságára vonatkozik. A törzsi svédek (svear) és modern svédek (svenskar) közötti  különbségtétel a 20. század óta valósul meg. A különbségtételről, illetve a két szó közötti viszonyról a Nordisk familjebok írt részletesen.

## A sveák lakhelyei

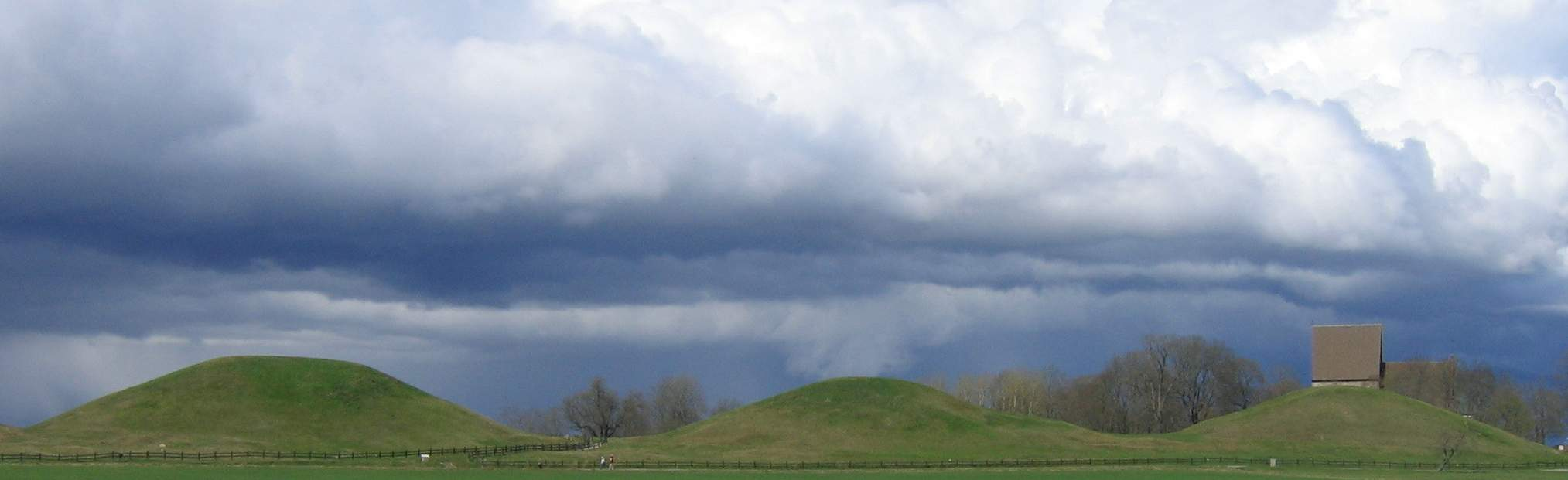
Gamla Uppsala a Régi Uppsala a törzsi svédek fontos vallási és politikai központja

A törzsi svédek, vagy sveák Svealand keleti felének eredeti lakói. Ősi lakóterületük magában foglalja Attundaland, Tiundaland, Fjärdhundraland, valamint Roslagen területeit, akárcsak a mai Uppsala, Gästrikland és Stockholm területeit. Korán kiterjesztették uralmukat Västmanland, Södermanland és Närke területeire is a Mälaren-tó medencéjében. Ez a terület a mai napig Skandinávia egyik legtermékenyebb és legsűrűbben lakott területe.
Lekhelyük megnevezése Svealand volt, mely név különböző formákban tűnik fel a korabeli irodalomban. Ohthere utazásaiban Swéoland, ill. Svitjod, a Beowulf a Sweoðeod, Svía, Swéorice megnevezéseket használja. A 6. és 11. század között ez a terület egyesült a gautok lakta, délebbi területekkel, mely megalapozta a Svéd Királyság területét, melynek neve a fentiekből eredő Svearike (Sveaország, Svea birodalom, a Sveák királysága) lett. Az egyesülés pontos dátuma ismeretlen.

## Történetük
A nép története és eredetük a történelem homályába veszik. Korai történelmükről elsősorban a germán és skandináv mitológiából tudunk. Római források már a Kr. utáni I. században is említést tesznek a népről.

### Római források

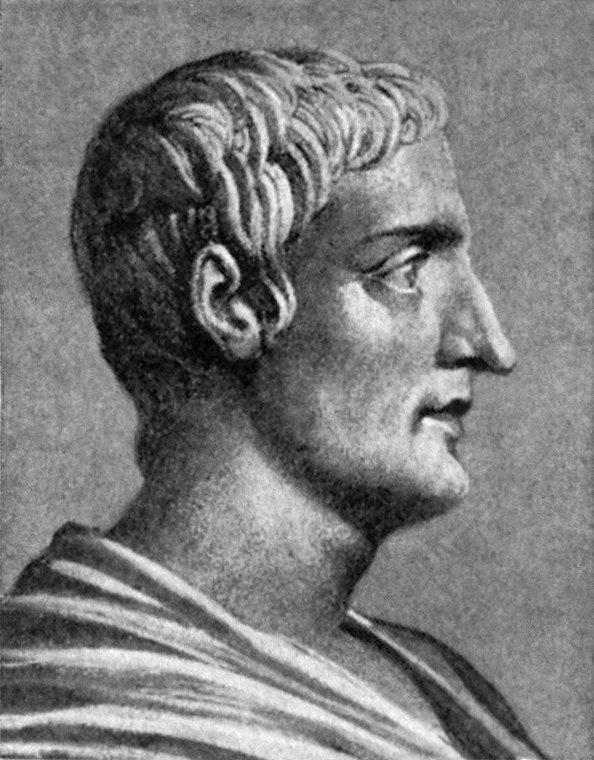
Gaius Cornelius Tacitus

Az I. századból két fontos forrás áll rendelkezésünkre a népről, melyre a Suiones névvel utalnak. Először Caius Plinius Secundus számol be a rómaiak északi útjairól. Ennek során említést tesz egy népről, mely a mai Jutland öblének szigetein (feltehetőleg a Kattegat szigetvilága) élt. A legnagyobb ismert szigetet Scatinavia névvel írja le, mely sziget nagysága számára ismeretlen.
Tacitus Kr. u. 98-ban írta Germania c. művét, melyben a Suiones törzset hatalmasnak írja le, mely vonatkozik haderejükre és flottájukra. Említést tesz hosszúkás hajóikról is. A korai királyokról csak a mitológiából értesülünk.
Tacitus után egészen a 6. századig nem hallunk a sveákról. Skandinávia egészen eddig az időpontig a történelem előtti állapotban volt. Számos történész azonban elutasítja azt a felvetést, hogy a sveák skandináv folytonossága egészen Tacitusig visszavezethető lenne, és feltételezik, hogy számos etnikai változás ment végbe a területen.

## Lásd még
- svédek
- vikingek
- varégok

## Fordítás
- Ez a szócikk részben vagy egészben  a   Swedes (Germanic tribe) című angol Wikipédia-szócikk ezen változatának fordításán alapul.  Az eredeti cikk szerkesztőit annak laptörténete sorolja fel. Ez a jelzés csupán a megfogalmazás eredetét és a szerzői jogokat jelzi, nem szolgál a cikkben szereplő információk forrásmegjelöléseként.